# Heel (musikgrupp)
Heel är ett metalband bildat i Bjurholm 2003 av sångaren David Henriksson (tidigare i Insania) och gitarristen Marcus Elisson. Bandet släppte sitt första album, Evil Days, 2007 och sitt andra album, Chaos and Greed, 2009.

## Medlemmar
Nuvarande medlemmar
- David Henriksson – sång (2003– )
- Marcus Elisson – gitarr, bakgrundssång (2003– )
- Magnus Öberg – basgitarr, bakgrundssång (?– )
- Alexander Gustavsson – trummor (2007– )
- David Jonasson – keyboard, bakgrundssång (2007– )

Tidigare medlemmar
- Per Mikaelsson – trummor (2003–2007)
- Richard Öberg – keyboard (2003–2007)

## Diskografi
Studioalbum
- 2007 – Evil Days
- 2009 – Chaos and Greed